# Доналд-Оливије Сије
Доналд Оливије Сие (3. април 1970) бивши је фудбалер из Обале Слоноваче.

## Каријера
Током каријере играо је за АСЕК Мимозас, Тулузу, Ремс и многе друге клубове.

## Репрезентација
За репрезентацију Обале Слоноваче дебитовао је 1990. године. За национални тим одиграо је 42 утакмице и постигао 6 голова.

## Статистика
| Обала Слоноваче | Обала Слоноваче | Обала Слоноваче |
| Год.            | Ута.            | Гол.            |
| --------------- | --------------- | --------------- |
| 1990            | 1               | 1               |
| 1991            | 2               | 1               |
| 1992            | 5               | 2               |
| 1993            | 6               | 0               |
| 1994            | 9               | 1               |
| 1995            | 2               | 0               |
| 1996            | 3               | 0               |
| 1997            | 1               | 0               |
| 1998            | 6               | 0               |
| 1999            | 3               | 0               |
| 2000            | 4               | 1               |
| Укупно          | 42              | 6               |